# Chuck Norris
Carlos Ray „Chuck” Norris (ur. 10 marca 1940 w Ryan) – amerykański aktor, producent filmowy i telewizyjny, mistrz sztuk walki, sześciokrotny mistrz świata w karate.
15 grudnia 1989 otrzymał własną gwiazdę w Alei Gwiazd w Los Angeles znajdującą się przy 7000 Hollywood Boulevard.

## Życiorys

### Wczesne lata
Urodził się w Ryan, w stanie Oklahoma jako najstarszy z trzech synów Wilmy (z domu Scarberry) (1921–2024) i Raya D. Norrisa (1918–1971), z zawodu mechanika, kierowcy autobusu i samochodu ciężarowego, który był żołnierzem United States Army podczas II wojny światowej. Jego ojciec był członkiem plemienia Indian Czirokezów, a jego matka była irlandzką baptystką. Jego rodzina była pochodzenia angielskiego, szkockiego i niemieckiego. Wychowywał się z dwoma młodszymi braćmi; Wielandem (1943–1970), który zginął podczas wojny w Wietnamie i Aaronem (ur. 1951), który został producentem filmowym.
Ojciec Chucka Norrisa, alkoholik, opuścił rodzinę. W wieku dwunastu lat Carlos Ray przeniósł się z matką i braćmi z Oklahomy do Kalifornii. W 1958, po ukończeniu szkoły średniej North Torrance High School w Torrance, aby utrzymać rodzinę, wstąpił do United States Air Force i został pilotem pierwszej klasy. W wojsku otrzymał przydomek „Chuck”.

### Mistrz sztuk walki
W Korei, gdzie służył, poznał sporty walki, trenował m.in. tangsudo i taekwondo (niekiedy podaje się, że Norris był pierwszym człowiekiem Zachodu który uzyskał 8. dan w taekwondo, jednak nie odpowiada to prawdzie – kilka lat wcześniej czarny pas ósmego dana zdobyli Charles „Chuck” Sereff i Edward Sell). W obydwu tych dyscyplinach zdobył mistrzowskie czarne pasy.
W 1962 powrócił do USA, gdzie założył kilka szkół karate. Uczęszczały do nich znane osobistości, m.in. Steve McQueen, który zasugerował mu karierę filmową, ponadto Priscilla Presley i Michael Landon. Ludzie ci zostali później jego bliskimi przyjaciółmi. Obecnie jest posiadaczem czarnego pasa ze stopniem 9 dan.
Przyjaźnił się i trenował z Bruce’em Lee. Poznali się w 1968 po zdobyciu przez Norrisa mistrzostwa świata w karate, co zaowocowało angażem w „Drodze Smoka”. Trenował również z wieloma zawodnikami kickboxingu i karate takimi jak Joe Lewis i Bill Wallace.
W 1968 Norris został mistrzem świata w karate w wadze średniej. Rok później magazyn „Black Belt” przyznał mu tytuł Fighter of the Year („Wojownik roku”). Tytuł mistrza świata w karate utrzymał aż do 1974, kiedy to zakończył karierę sportową. Bazując na swoim doświadczeniu, stworzył własny styl walki Chun Kuk Do, który jest nauczany w jego dojo. Chuck Norris jest ponadto posiadaczem czarnego pasa w brazylijskim ju-jitsu, nadanego przez mistrza Carlosa Machado.

### Aktor
Pierwszym zauważalnym występem Norrisa w filmie była rola przeciwnika Bruce’a Lee w Drodze smoka. Później wystąpił w serii mało znaczących niskobudżetowych filmów produkowanych w Hongkongu i USA, gdzie popisywał się nie tyle kunsztem aktorskim, ile perfekcyjnie wykonywanymi układami sztuk walki. W pierwszej połowie lat 80. zmienił swój aktorski image – zapuścił brodę i na ekranie zaczął nosić się w stylu militarnym. Z tego też okresu pochodzi pierwszy, prawdziwie głośny film Norrisa Zaginiony w akcji z 1983. Jako westernowy płk Braddock, powracał jeszcze na ekrany w kolejnych filmach serii – Zaginiony w akcji 2 z 1985 i Zaginiony w akcji 3 z 1988. Sukces przyniósł mu także utrzymany w podobnej konwencji cykl filmów z serii Delta Force, gdzie wystąpił w roli głównej jako płk McCoy. Filmy te, nacechowane prostą w odbiorze i dynamiczną fabułą, efektami specjalnymi i sztukami walki w wykonaniu Norrisa, należą dziś do klasyki kina akcji. Jednak największym sukcesem Chucka był serial telewizyjny Strażnik Teksasu, w którym grał główną rolę Cordella Walkera oraz pełnił funkcję producenta wykonawczego (executive producer).
Do Polski Chuck Norris „trafił” w latach 80., już jako uznany w świecie aktor, za sprawą filmów Zaginiony w akcji i Delta Force rozpowszechnianych w systemie VHS. Także Telewizja Polska wyemitowała w połowie lat 80. film Droga smoka. Wcześniej polskiej widowni był niemal zupełnie nieznany. Po raz pierwszy w polskich kinach pojawił się w 1988 w niskobudżetowym filmie z 1983 pt. Samotny wilk McQuade.
W latach późniejszych Chuck Norris wystąpił w polskiej reklamie Banku Zachodniego WBK.
W 2012 zagrał w filmie Niezniszczalni 2.

### Działalność publiczna i polityczna

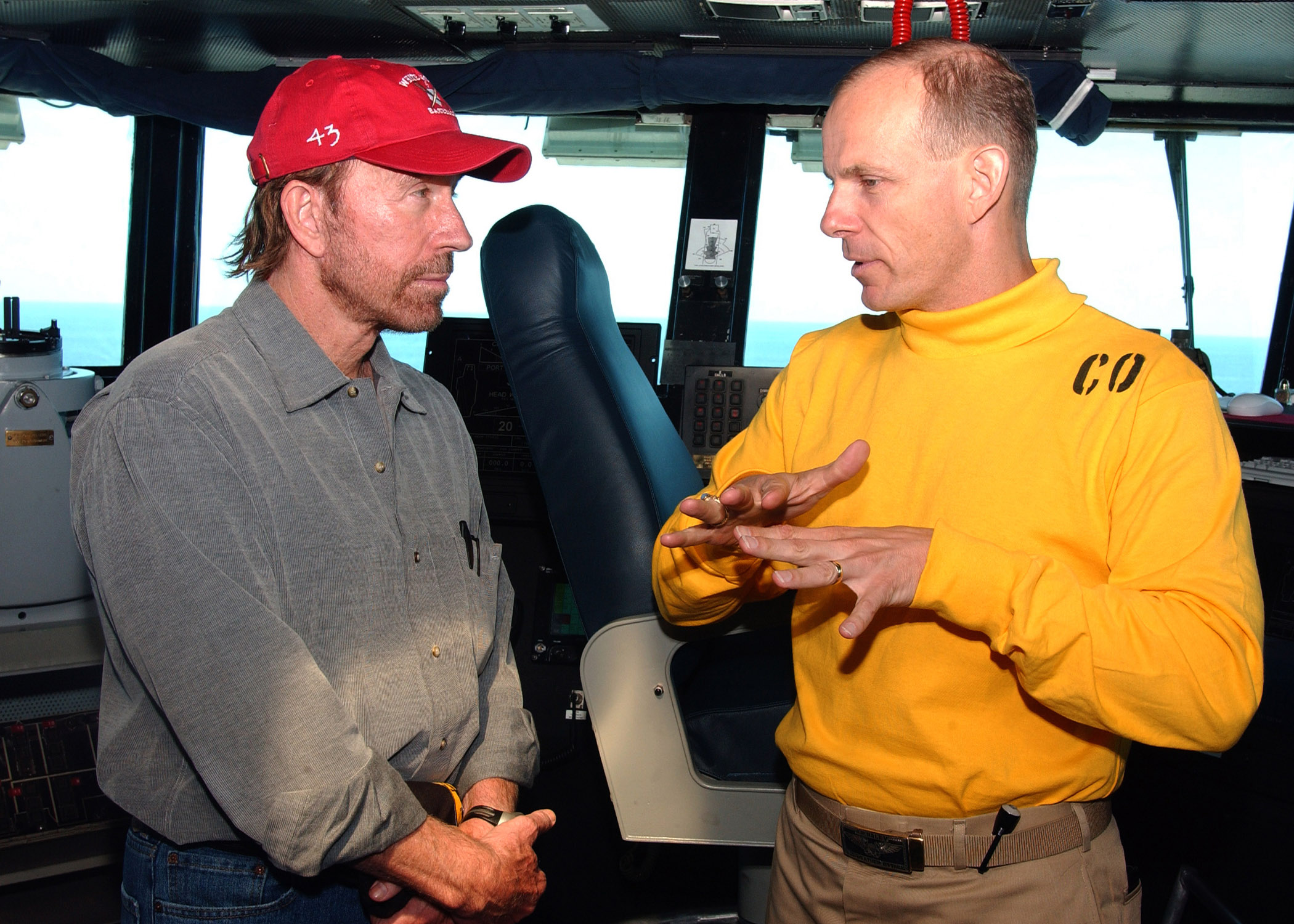
Chuck Norris i komandor J.R Haley, 2005

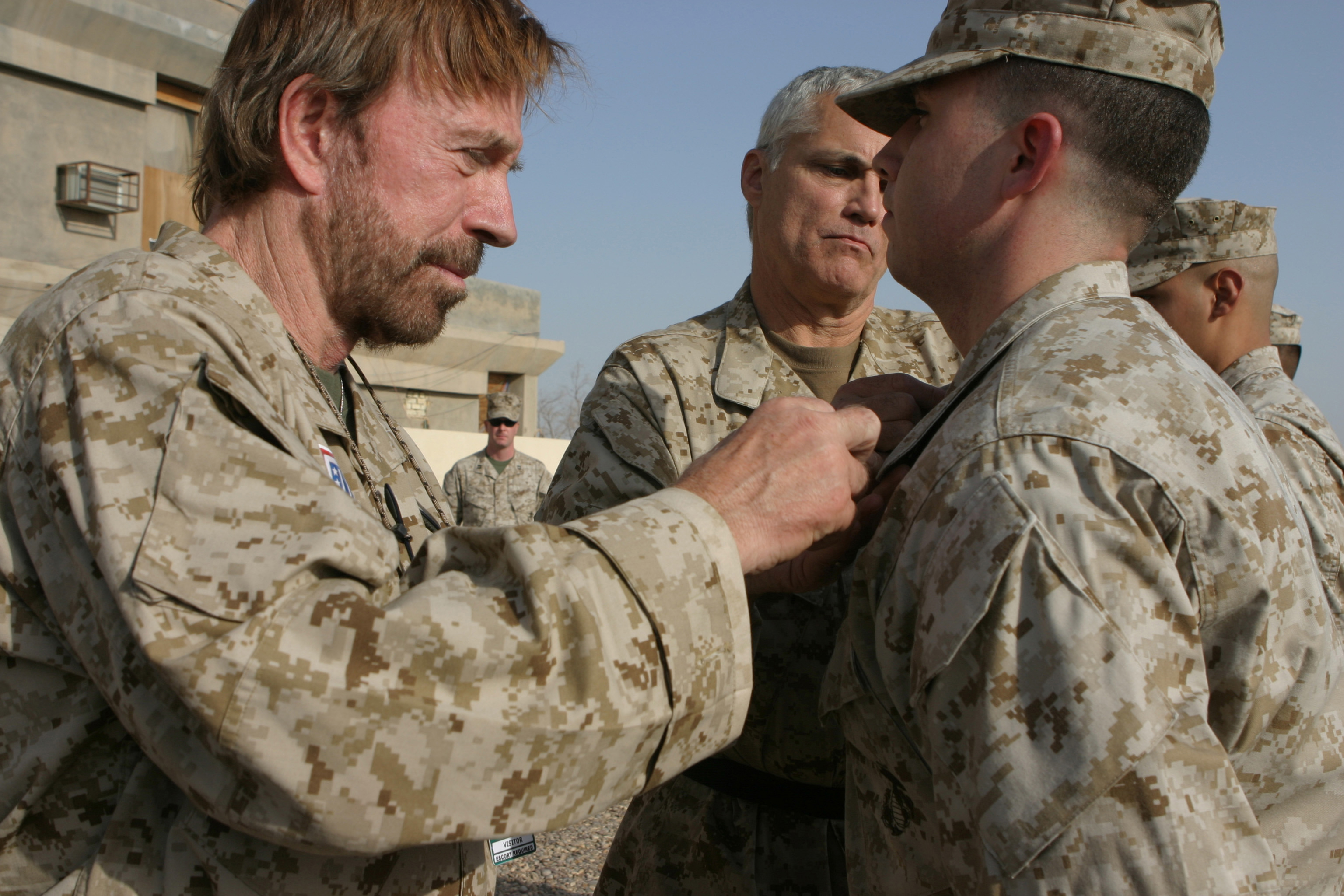
Chuck Norris z żołnierzami amerykańskimi w Iraku, 2006

Norris wydał autobiografię pod tytułem The Secret of Inner Strength (Tajemnica siły wewnętrznej) oraz najnowszą Against All Odds: My Story (Łamiąc Bariery). Założył też organizację Kickstart walczącą z przemocą i handlem narkotykami w szkołach. Angażował się w kampanie prezydenckie, wspierając republikańskich kandydatów. W 1988 udzielił poparcia George’owi Bushowi, a w 2008 pastorowi Mike’owi Huckabee. Popierał interwencję amerykańską w Iraku.
We wrześniu 2008 w Stanach Zjednoczonych ukazała się jego nowa książka pt. Black Belt Patriotism.
15 lutego 2010 ogłosił, że od jesieni 2010 jako felietonista będzie prowadził własną kolumnę w gazecie „Creators Syndicate”.
2 grudnia 2010 otrzymał honorowy tytuł: „Texas Ranger”. Odznaczenie to zostało nadane osobiście przez gubernatora Teksasu Ricky Perry’ego.
Norris należy do Kościoła Chrześcijan Baptystów. W ostatnich latach zaangażował się w działalność chrześcijańską i dał się poznać jako ewangeliczny chrześcijanin oraz zdeklarowany kreacjonista. Otwarcie sprzeciwia się promowaniu homoseksualizmu w szkolnych programach nauczania, instytucjonalizacji związków homoseksualnych oraz legalności aborcji. Od 2006 jest felietonistą chrześcijańskiego serwisu WorldNetDaily. Jest również autorem kilku chrześcijańskich książek (w których zachęca do lektury Biblii oraz nawrócenia do Chrystusa) oraz członkiem Narodowej Rady ds. Biblijnego Programu Nauczania w Szkołach Publicznych – organizacji promującej nauczanie Biblii w szkołach.

## Życie prywatne
29 grudnia 1958 ożenił się ze szkolną sympatią Dianą Holechek, z którą ma dwóch synów: Mike’a (ur. 4 października 1962) i Erika (ur. 20 maja 1964). Ma także urodzoną w 1964 córkę Dinę (właściwie Diannę DeCioli) z kobietą o imieniu Johanna, z którą miał romans w trakcie trwania małżeństwa. Ponieważ Johanna niedługo po urodzeniu wyszła za mąż, wychowała córkę w przeświadczeniu, że jej mąż jest jej prawdziwym ojcem. Norris po raz pierwszy spotkał się z córką w 1991. We wrześniu 1989 doszło do rozwodu Norrisów. 28 listopada 1998 poślubił Genę O’Kelly, z którą ma bliźniaki: syna Dakotę Alana i córkę Danilee Kelly (ur. 30 sierpnia 2001).
16 lipca 2017 aktor, biorąc prysznic, doznał nagłego, rozległego zawału serca. Po ok. 45 minutach, na krótko przed przyjęciem do szpitala, przeszedł kolejny zawał. Mimo poważnego zagrożenia życia, lekarzom udało się ustabilizować stan zdrowia Norrisa i już po kilku dniach od przyjęcia opuścił szpital.

## Filmografia

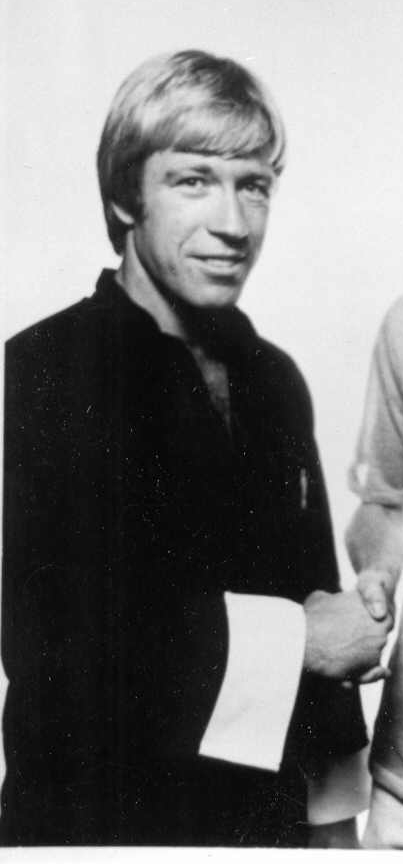
Chuck Norris, 1976

- 1968: The Wrecking Crew jako mężczyzna w barze
- 1972: Droga smoka (Meng long guojiang) jako Colt
- 1973: The Student Teachers jako Instruktor Karate
- 1974: Masakra w San Francisco (Slaughter in San Francisco) jako Chuck Slaughter/Chuck Norris
- 1977: Zabijaka zabijaka (Breaker! Breaker!) jako John David Dawes
- 1977: Bruce Lee: the Legend jako on sam
- 1978: Gra śmierci (Game of Death) jako wojownik
- 1978: Porządni faceci ubierają się na czarno (Good Guys Wear Black) jako John T. Booker
- 1979: Jednoosobowy oddział (A Force of One) jako Matt Logan
- 1980: The Octagon jako Scott James
- 1981: Oko za oko (An Eye for an Eye) jako Sean Kane
- 1982: Mściciel z Hongkongu (Forced Vengeance) jako Josh Randall
- 1982: Utajona furia (Silent Rage) jako szeryf Dan Stevens
- 1983: Samotny wilk McQuade (Lone Wolf McQuade) jako J.J. McQuade
- 1984: Zaginiony w akcji (Missing in Action) jako Braddock
- 1985: Kraj pod ostrzałem (Invasion U.S.A.) jako Matt Hunter
- 1985: Kod milczenia inny polski tytuł: Zmowa milczenia (Code of Silence) jako Eddie Cusack
- 1985: Zaginiony w akcji 2: Początek (Missing in Action 2: The Beginning) jako Braddock
- 1986: Oddział Delta (The Delta Force) jako major Scott McCoy
- 1986: Słoneczny wojownik (Firewalker) jako Max Donigan
- 1986: Chuck Norris i jego karatecy (Chuck Norris: Karate Kommandos) jako on sam (głos)
- 1987: Zaginiony w akcji 3 (Braddock: Missing in Action III) jako James Braddock
- 1988: Bohater i strach (Hero and the Terror) jako Danny O’Brien
- 1990: Oddział Delta 2 (Delta Force 2: The Colombian Connection) jako pułkownik Scott McCoy
- 1990: Wszystkiego najlepszego, Bugs! – 50 Lat (Happy Birthday, Bugs! – 50 Looney Years) w roli siebie samego
- 1991: Zabójca (The Hitman) jako Cliff Garret/Danny Grogan
- 1992: Kumple (Sidekicks) w roli siebie samego
- 1993: Na granicy piekła – inny polski tytuł: Moce ciemności (Hellbound) jako Frank Shatter
- 1993: Wind in the Wire
- 1993: Curse of the Dragon jako on sam
- 1993–2001: Strażnik Teksasu (Walker, Texas Ranger) jako Cordell Walker
- 1994: Superpies (Top Dog) jako Jake Wilder
- 1996: Leśny wojownik (Forest Warrior) jako McKenna
- 1998: Wojna Logana: Kwestia honoru (Logan’s War: Bound by Honor) jako Jake Fallon
- 1998: The Path of the Dragon jako on sam
- 1999: Synowie Gromu (Sons of Thunder) jako Ranger Cordell Walker
- 2000: Człowiek prezydenta (The President’s Man) jako Joshua McCord
- 2001: Człowiek prezydenta 2: Punkt zero (The President’s Man: A Line in the Sand) jako Joshua McCord
- 2003: Dzwony piekielne (The Bells of Innocence) jako Matthew
- 2003: Tak, kochanie jako on sam
- 2004: Zabawy z piłką (Dodgeball: A True Underdog Story) jako on sam
- 2004: Birdie and Bogey producent (w roli głównej jego syn Mike Norris)
- 2005: Zadanie specjalne (The Cutter) jako John Shepherd
- 2005: Strażnik Teksasu: Próba ognia (Walker Texas Ranger:Trial By Fire) jako Cordell Walker
- 2012: Niezniszczalni 2 (The Expendables 2) jako Lone Wolf Booker
- 2024: Agent Recon jako Alastair